# Светлица, Евгений Тарасович
Евге́ний Тара́сович Светли́ца (род. 24 февраля 1983, Львов) — украинский артист балета. Солист балета Львовского оперного театра с 2000 года. Народный артист Украины (2021), . Лауреат премии имени Вадима Писарева на фестивале «Звезды мирового балета в Донецке».

## Биография
Евгений Светлица родился во Львове, Украина. Мать — Светлица Валентина Петровна (1953 г. р.) — руководитель детского танцевального коллектива «Доброе настроение». Евгений занимался в разных танцевальных коллективах. В 1994—1999 годах обучался во Львовской хореографической школе. Также в 1994—1999 годах проходил обучение во Львовской музыкальной школе № 2 по классу кларнет. В 1999 Евгений поступил в Киевский университете культуры и искусств. В 2004 окончил университет по специальности «Хореография. В 2017—2018 годах проходил обучение в Луганском университете имени Т. Г. Шевченко, по окончании получил диплом магистра хореографии. Начиная с 2000 года Евгений работает во Львовском театре оперы и балета.

## Репертуар

### Балетные партии
|      | Балет                                     | Балетная партия    |
| ---- | ----------------------------------------- | ------------------ |
| 2001 | »Лебединое озеро" П. Чайковского          | Принц              |
| 2001 | «Баядерка» Л. Минкуса                     | Золотой Бог        |
| 2005 | «Коппелия»                                | Франц              |
| 2005 | «Шехерезада»                              | Раб                |
| 2005 | «Эсмеральда» Ц. Пуни                      | Клод Фролло (2005) |
| 2006 | «Франческа де Рэмини» П. Чайковского      | Паоло              |
| 2006 | «Тщетная предосторожность» П. Гертеля     | Колен              |
| 2006 | «Сотворения мира» А. Петрова              | Солор              |
| 2007 | «Баядерка» Л. Минкуса                     | Солор              |
| 2007 | «Щелкунчик»                               | Принц              |
| 2008 | «Пахита» Л. Минкуса                       | Кавалер            |
| 2008 | «Возвращение Баттерфляй» Д. Пуччини       | Пуччини            |
| 2008 | «Дон Кихот» Л. Минкуса                    | Базиль, Эспада     |
| 2009 | «Лилея» К. Данькевича                     | Степан             |
| 2010 | «Ромео и Джульетта» С. Прокофьева         | Ромео              |
| 2010 | «Жизель» А. Адана                         | Альберт            |
| 2011 | «Ромео и Джульетта» С. Прокофьева         | Тибальд            |
| 2011 | «Спартак»                                 | Спартак            |
| 2012 | «Золушка»                                 | Принц              |
| 2013 | «Шопениана» Ф. Шопена                     | юноша              |
| 2013 | «Лебединое озеро» П. Чайковского          | Родбарт            |
| 2014 | «Жизель» А. Адана                         | Ганс               |
| 2015 | «Шехерезада»                              | Раб                |
| 2015 | «Кармен-сюита» Ж. Бизе, Р. Щедрина        | Хозе               |
| 2016 | «Спящая красавица»                        | Принц              |
| 2017 | «Белоснежка и сёмь гномов» Б.Павловського | Принц              |
| 2018 | «Эсмеральда» Ц. Пуни                      | Феб де Шатопер     |
| 2018 | «Спящая красавица»                        | Голубая птица      |
| 2018 | «Жизель» А. Адана                         | вставное па де де  |

Критики называют Евгения Светлицу «светом львовского балета». Зрителей впечатляет «удивительный прыжок с зависанием, пластика рук, внимательное отношение к партнершам. Чувствуется большая работа над собой».
Евгений Светлица исполняет ведущие балетные партии в качестве солиста не только во Львовском оперном театре, но и как приглашённый солист.

### Приглашённый солист
В 2014 году Евгений приглашён на партию Хозе в балет «Кармен» в Музыкальный театр имени И. М. Яушева, хореография Надежды Калининой.
В 2016 году приглашён на партию Спартака в одноимённом балете «Спартак» в театре Национальная опера Украины.
В 2015—2016 годах участвовал в турне по США как приглашённый солист в «Лебедином Озере». 

В 2017 году был приглашён в Милан, Италия для участия в спектакле «Лебединое озеро» совместно со школой «Украинская Академия балета». 

В 2018 был приглашён представлять украинский балет в гала концертах в Бразилии, Аргентине, Чили, Перу.
Евгений был приглашённым солистом в спектаклях театров Франции, Китая, Польши, Испании, Португалии, Германии, Швейцарии, Чехии, Италии, Швеции, Голландии.

### Участие в конкурсах
В 2008 году стал дипломантом международного конкурса «Арабеск» в Перми.
В 2009 году участвовал в фестивале «Звезды мирового балета в Донецке»

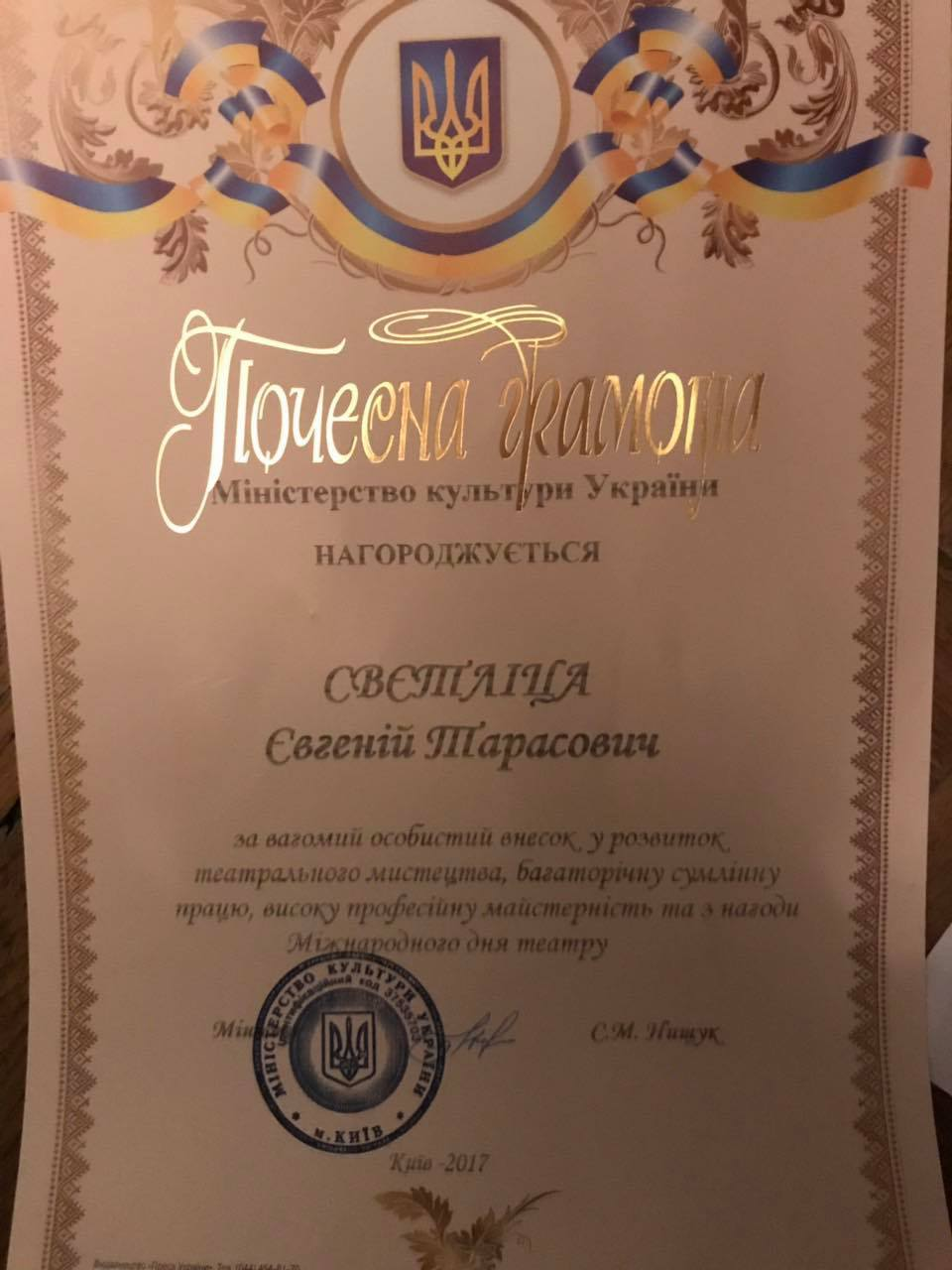